# The Sound of Music
The Sound of Music (conegut a casa nostra com a Somriures i llàgrimes) és un musical amb llibret de Howard Lindsay i Russel Crouse, música de Richard Rodgers i lletres d'Oscar Hammerstein II. Està basat en les memòries de Maria von Trapp, The Story of the Trapp Family Singers. Moltes cançons del musical han esdevingut clàssics, com "Edelweiss", "My Favorite Things", "Climb Ev'ry Mountain", "Do-Re-Mi", i la cançó del títol, "The Sound of Music".
La producció original de Broadway, protagonitzada per Mary Martin i Theodore Bikel, s'estrenà el 16 de novembre de 1959; representant-se en nombroses produccions després. Va ser adaptada al cinema protagonitzada per Julie Andrews i Christopher Plummer, guanyant 5 Premis de l'Acadèmia. The Sound of Music va ser el darrer musical escrit per la parella Rodgers i Hammerstein; car va morir de càncer nou mesos després de l'estrena de Broadway.

## Història
Després de veure The Trapp Family, una pel·lícula alemanya del 1956 sobre la família von Trapp, i la seva seqüela de 1958 Die Trapp-Familie in Amerika , el director Vincent J. Donehue pensà que el projecte podria ser perfecte per a la seva amiga Mary Martin; els productors de Broadway Leland Hayward i Richard Halliday (marit de Martin), es mostraren d'acord. Els productors inicialment veien una obra no musical que havia de ser escrita per Lindsay i Crouse i que incorporaria cançons del repertori dels Cantants de la Família Trapp. Llavors decidiren afegir una o dues cançons originals, potser de Rodgers i Hammerstein. Però aviat acordaren que el projecte estaria format totalment per cançons noves i que seria un musical i no pas una obra de text.
Pel musical s'alteraren detalls de la història de la família Trapp. L'autèntic Georg Ludwig von Trapp havia viscut amb la seva família a una vil·la a Aingen, als afores de Salzburg, i Maria von Trapp havia estat enviada per fer d'institutriu d'un dels nens. Lindsey i Crouse alteraren la història perquè Maria fos la institutriu de tots els nens. Els noms i les edats dels nens també van ser alterades. Els von Trapp van passar alguns anys a Àustria després que el Capità i Maria s'haguessin casat i que ell rebés l'oferiment d'un comandament a la Kriegsmarine. Com que von Trapp s'oposava als nazis la família abandonaren el país després del Anschluss, viatjant a Itàlia en tren i després viatjant a Londres i als Estats Units. Per fer més dramàtica la història, Lindsey i Crouse van fer que la família fugís a peu a través de les muntanyes cap a Suïssa poc després del casament entre Maria i el Capità.

## Sinopsi

### I Acte
A Salzburg, Àustria, just abans de la Segona Guerra Mundial, les monges de l'abadia de Nonnberg canten el Dixit Dominus. Una de les postulantes, Maria Rainer, està a la muntanya meravellant-se de la bellesa de les muntanyes ("The Sound of Music") on es va criar. Quan s'adona, però, ja és tard. La Mare Abadessa i la resta de monges consideren què han de fer amb ella ("Maria"). Maria explica el seu retard, dient que es va criar a la muntanya, i també es disculpa per cantar al jardí sense permís. La Mare abadessa s'uneix a la cançó amb ella ("My Favorite Things").; però li diu que ha de passar algun temps fora de l'abadia per decidir si està preparada per a la vida monàstica. Farà d'institutriu dels set fills del capità de submarins Georg von Trapp de la Marina Reial, que és vidu.
Maria arriba a la vil·la del Capità von Trapp, un condecorat capità de la Marina Austro-Hongaresa durant la I Guerra Mundial. Ell li explica els seus deures i crida als fills amb un xiulet mariner. Els nens entren marxant en formació, vestits d'uniforme. El capità ensenya a Maria el senyal individual de cadascun dels nens, però ella es mostra totalment contrària a aquesta manera militar. Quan queda sola amb els nens, Maria supera els recels dels nens i els ensenya els rudiments de la música ("Do-Re-Mi").
Rolf, un jove missatger, porta un telegrama i es troba amb la filla gran, Liesl, fora de la vil·la. Diu que sap el que és millor per a ella perquè és un any més gran que ella ("Sixteen Going on Seventeen"). Es besen, i ell marxa corrent, deixant-la a ella cridant d'alegria. Mentrestant, l'ama de claus, Frau Schidt, dona a Maria material per fer-se vestits nous, car ella havia donat totes les seves coses als pobres. Veu a Liesl enfilant-se per la finestra, tota xopa per una tempesta sobtada, però accepta guardar el secret. La resta de nens estan espantats per la tempesta i corren cap a la seva habitació; i Maria els canta "The Lonely Goatherd" per distreure'ls
El capità von Trapp torna després d'haver estat un mes fora amb Elsa Schrader i Max Dettweiler. Elsa diu a Max que hi ha alguna cosa que evita que el Capità es casi amb ella. Ell creu que només la gent pobre té temps pels grans romanços ("How Can Love Survive"). Rolf entra, buscant a Liesl, i els saluda amb un "Heil!". El Capità li ordena que marxi, dient que ell és austríac, no pas alemany. Maria i els nens entren d'un salt, portant roba de joc que ella els ha fet amb robes velles. Enfurismat, el Capità els ordena que es canviïn de roba immediatament. Ella li replica que els nens necessiten que ell se'ls estimi, i ell secament ordena a Maria que torni cap a l'abadia. Mentre que ella es disculpa, escolten els nens cantant "The Sound of Music", que ella els ha ensenyat, per donar la benvinguda a Frau Schrader. Ell s'uneix, i els abraça en acabar la cançó. Sol amb Maria, li demana que es quedi, agraint-li que hagi portat la música de tornada a aquella casa. Elsa desconfia d'ella fins que li diu que tornarà a l'abadia al setembre.
El Capità dona una festa per presentar a Elsa, i els convidats li pregunten sobre l'Anschluss. Kurt demana a Maria que li ensenyi a ballar el Ländler. Quan el nen és incapaç de fer un pas complicat, el Capità s'avança per ensenyar-li. Ell i Maria ballen junts fins que es troben cara a cara, i ella marxa corrent, avergonyida i confusa. Parlant sobre el matrimoni entre Elsa i el Capità, Brigitta diu a Maria que creu que ella i el seu pare estan enamorats. Elsa demana al Capità que permeti als nens acomiadar-se dels convidats amb una cançó, "So Long, Farewell". Max queda sorprès pel seu talent i els vol al Kaltzberg Festival, que està organitzant. Els convidats marxen cap al menjador, i Maria s'esmuny per la porta principal amb la seva maleta.
A l'abadia, Maria diu que està preparada per prendre els seus vots monàstics; però la Mare Abadessa s'adona que està fugint dels seus sentiments. La Mare Abadessa li diu que ha d'encarar-se amb el Capità i descobrir si 'estimen, i li diu que ha de buscar i trobar la vida per a la que ha estat destinada ("Climb Ev'ry Mountain").

### II Acte
Max ensenya als nens a cantar a l'escenari. Quan el Capità intenta dirigir-los, ells es lamenten que no ho fa com Maria ho hagués fet. Ells els diu que ha demanat a Elsa per casar-se. Els nens intenten alegrar-se cantant "My Favorite Things", però no se'n surten fins que senten a Maria que també ho canta mentre que va cap a ells. Assabentada dels plans de noces, decideix quedar-se fins que el Capità trobi una nova institutriu. Max i Elsa discuteixen amb ell sobre l'imminent Anschluss, intentant convèncer-lo que és inevitable ("No Way to Stop It"). Quan ell es nega a comprometre's, Elsa trenca el prometatge. Sol, ell i Maria admeten finalment el seu amor, desitjant ser només "una parella normal" ("An Ordinary Couple"). Mentre que es casen, els monges tornen a cantar "Maria" sobre la processó nupcial.
Durant la lluna de mel, Max prepara els nens per cantar al Kaltzberg Festival. Herr Zeller, el Gauleiter, vol saber per què no oneja la bandera del Tercer Reich ara que ja ha tingut lloc l'Anschluss. El Capità i Maria tornen abans d'hora del seu viatge de noces, just abans del Festival. A la vista dels fets, ell es nega permetre que els nens cantin. Max afirma que cantarien per Àustria, però el Capità senyala que Àustria ja no existeix. Maria i Liesl parlen sobre l'amor; Maria preveu que en pocs anys Liesl ja estarà casada ("Sixteen Going on Seventeen (Reprise)"). Rolf entra amb un telegrama que ofereix al Capità un rang a la Marina alemanya. Ho consulta amb Maria i decideixen que han d'abandonar Àustria en secret. L'almirall alemany von Schreiber arriba per saber perquè no ha respost al telegrama: li explica que la Marina alemanya el té en gran consideració, li ofereix la comissió i li diu que es dirigeixi immediatament a Bremerhaven per assumir el comandament. Maria diu que no poden marxar immediatament, car han de cantar al Festival; i l'almirall accepta esperar que el festival s'hagi celebrat.
Al concert, els von Trapp canten una elaborada versió de "Do-Re-Mi". Llavors, Max porta una guitarra al Capità, qui canta "Edelweiss", en la qual la flor nacional d'Àustria esdevé una declaració de lleialtat vers el país. Max els demana un nou bis i anuncia que és la darrera oportunitat que els von Trapp cantaran junts, car una guàrdia d'honor espera per escortar el Capità vers el seu nou comandament. Mentre que els jutges decideixen els premis, els von Trapp canten "So Long, Farewell", abandonant l'escenari en petits grups. Max anuncia els finalistes, allargant-ho tant com li és possible. Quan s'anuncia que el primer premi és per a la família von Trapp i aquests no apareixen, els nazis comencen la recerca. La família s'amaga a l'abadia, i els nazis no els troben fins que Rolf va amb ells. Crida al seu tinent, però després de veure a Liesl, informa que no hi ha ningú. Una monja els diu que les fronteres han estat tancades, de manera que fugen cap a les muntanyes (els Alps), mentre que les monges tornen a cantar "Climb Ev'ry Mountain".

## Números musicals
| I Acte - "Preludium" – Monges - "The Sound of Music" – Maria - "Maria" – Germana Berthe, Germana Sophia, Germana Margaretta i la Mare Abadessa - "My Favorite Things" – Maria i la Mare Abadessa - "My Favorite Things" (reprise 1) – Maria - "Do-Re-Mi" – Maria i els Nens - "Sixteen Going on Seventeen" – Rolf i Liesl - "The Lonely Goatherd" – Maria i els Nens - "The Lonely Goatherd" (reprise) – Gretl - "How Can Love Survive" – Max i Elsa - "The Sound of Music" (reprise) – Maria, el Capità i els Nens - "Ländler" (instrumental) - "So Long, Farewell" – Els Nens - "Morning Hymn" – Nuns - "Climb Ev'ry Mountain" – Mare Abadessa | II Acte - "My Favorite Things" (reprise 2) – Maria i els Nens - "No Way to Stop It" – Elsa, Max i el Capità. - "An Ordinary Couple" – Maria i el Capità† - "Gaudeamus Domino" – Monges - "Maria" (reprise) – Monges - "Confitemini Domino" – Monges - "Sixteen Going on Seventeen" (reprise) – Maria i Liesl - "Do-Re-Mi" (reprise) – Maria, el Capità, i els Nens ‡ - "Edelweiss" – El Capità - "So Long, Farewell" (reprise) – Maria, el Capità i els Nens - "Finale Ultimo" – Monges |

## Personatges principals
Fonts: Rodgers & Hammerstein Guidetomusicaltheatre.com
- Maria Rainer, una postulant de l'Abadia de Nonnberg
- Capità Georg von Trapp
- Max Detweiler, amic del capità von Trapp, agent musical i productor
- La Mare Abadessa, cap de l'abadia de Nonnberg
- Elsa Schrader,[9] rica i sofisticada, i promesa del capità von Trapp
- Rolf Gruber, el carter de 17 anys, nazi i enamorat de Liesl
- Germana Bertha, la mestre de Novícies
- Germana Margareta, la mestre de Postulantes
- Germana Sophia, una germana de l'abadia
- Franz, el majordom del capità von Trapp
- Frau Schmidt, la mestressa de la casa del capità von Trapp
- Els Nens:
  - Liesl von Trapp, de 16 anys
  - Friedrich von Trapp, de 14 anys
  - Louisa von Trapp, de 13 anys
  - Kurt von Trapp, d'11 anys
  - Brigitta von Trapp, de 10 anys
  - Marta von Trapp, de 7 anys
  - Gretl von Trapp, de 5 anys

## Principals produccions

### Produccions original de Broadway
The Sound of Music va estrenar-se el 16 de novembre de 1959 al Lunt-Fontanne Theatre de Broadway, traslladant-se al Mark Hellinger Theatre el 6 de novembre de 1962 i tancà finalment el 15 de juny de 1963 després de 1.443 funcions. Estava dirigida per Vincent J. Donehue. El repartiment original incloïa a Mary Martin (amb 46 anys) com Maria, Theodore Bikel com el capità Georg von Trapp, Patricia Neway com la Mare Abadessa, Kurt Kasznar com Max Detweiler, Marion Marlowe com Elsa Schrader, Brian Davies com Rolf i Lauri Peters com Liesl. Les sopranos Patricia Brooks i June Card eren membres del cor de la producció original. El show rebé el Premi Tony a Millor Musical de manera conjunta amb Fiorello!. Entre els altres premis rebuts estan el de Millor Actriu Protagonista de Musical per Mary Martin, Millor Actriu de Repartiment de Musical per a Patricia Neway, Millor escenografia per a Oliver Smith i Millor director musical per a Frederick Dvonch. Bikel i Kaznar van ser nominats per les seves interpretacions, i Donehue per la direcció. Tots els nens van ser nominats conjuntament a la categoria de Millor Actriu de Musical, tot i que hi havia dos nois.
Martha Wright substituí a Martin al paper de Maria a Broadway a l'octubre de 1961, seguida per Karen Gantz al juliol de 1962 i de Nancy Dussault al setembre de 1962. Jon Voight, que es casà amb Lauri Peters, va ser un dels substituts per a Rolf.
La gira nacional era protagonitzada per Florence Henderson com Maria i Beatrice Krebs com la Mare Abadessa. Començà al Riviera Theatre de Detroi el 27 de febrer de 1961, tancant el 23 de novembre de 1963 al O'Keefe Centre de Toronto. Theodore Bikel no quedà satisfet per la interpretació del capità, car el paper gairebé no tenia part cantada; i a Bikel tampoc no li agradà interpretar el paper tant de temps. A la seva autobiografia afirmà que «Em vaig prometre que, si m'ho podia permetre, mai més no faria una estada tan llarga.»
L'enregistrament original de Broadway va vendre 3 milions de còpies.

### Producció original de Londres
El musical s'estrenà al Palace Theatre del West End londinenc el 18 de maig de 1961, representant-se en 2.385 funcions. Va ser dirigit per Jerome Whyte, tot i que aprofità la mateixa coreografia i la mateixa escenografia que a Broadway. El repartiment incloïa a Jean Bayless com Maria, substituïda per Sonia Rees, Roger Dann com capità von Trapp, Constance Shacklock com Mare Abadessa, Eunice Gayson com Elsa Schrader, Harold Kasket com Max Detweiler, Barbara Brown com Liesl, Nicholas Bennett com Rolf i Olive Gilbert com Germana Margaretta.

### Revival a Londres de 1981
El 1981, a instàncies de productor Ross Taylor, Petula Clark va acceptar el paper estel·lar en una nova versió de l'espectacle al Apollo Victoria Theatre del West End. Michael Jayston va interpretar al capità von Trapp; Honor Blackman va ser la baronessa i juny Bronhill la mare abadessa. Entre els membres del repartiment destacats hi havia Helen Anker, John Bennett i Martina Grant. Malgrat a les opinions que, als 49 anys, era massa vella per fer el paper de manera convincent, Clark va estrenar amb crítiques unànimes i a la major venda anticipada de la història del teatre britànic en aquell moment. Maria von Trapp, que va assistir a la representació de la nit inaugural, va qualificar a Clark de "la millor" Maria. Clark va ampliar el seu contracte inicial de sis mesos a tretze mesos. Amb un 101 per cent de la capacitat, l'espectacle va fixar la xifra d'assistència més alta durant una setmana (el 26 al 31 d'octubre de 1981) de qualsevol producció musical britànica de la història (segons es va registrar a The Guinness Book of Theatre). Va ser la primera producció escènica que va incorporar les dues cançons addicionals ("Something Good" i "I Have Confidence". La cançó "My Favorite Things" tenia un context similar a la versió cinematogràfica, mentre que el vers curt "A Bell is No Bell" es va ampliar a una cançó de llargmetratge per a Maria i la Mare Abadessa. "The Lonely Goatherd" es va ambientar en una nova escena en una fira del poble.
La gravació del repartiment d'aquesta producció va ser la primera que es va gravar digitalment. Va ser llançat per CD per primera vegada el 2010 pel segell britànic Pet Sounds i va incloure dues pistes bonus del single original emès per Epic per promoure la producció.

### Revival de Broadway 1998
La directora Susan H. Schulman va escenificar el primer revival de Broadway de The Sound of Music, amb Rebecca Luker com Maria i Michael Siberry com a capità von Trapp. També apareixien Patti Cohenour com a Mare Abadessa, Jan Maxwell com Elsa Schrader, Fred Applegate com Max Detweiler, Dashiell Eaves com Rolf, Patricia Conolly com Frau Schmidt i Laura Benanti, en el seu debut a Broadway, com a suplent de Luker. Més tard, Luker i Siberry van ser substituïts per Richard Chamberlain com a capità i Benanti com a Maria. Lou Taylor Pucci Va debutar a Broadway com a sotsdirector per a Kurt von Trapp. La producció es va obrir el 12 de març de 1998 al Martin Beck Theatre, i es va tancar el 20 de juny de 1999 després de 533 representacions. Aquesta producció va ser nominada al premi Tony al millor revival d'un musical. Després va fer gira per Estats Units.

### Revival de Londres 2006
Una producció d'Andrew Lloyd Webber es va obrir el 15 de novembre del 2006 al London Palladium i va funcionar fins al febrer del 2009, produïda per David Ian i Jeremy Sams de Live Nation. Després de les negociacions fallides amb l'estrella de Hollywood Scarlett Johansson, el paper de Maria es va emetre a través d'un programa de televisió de recerca de talent del Regne Unit anomenat called How Do You Solve A Problem Like Maria? El talent show va ser produït per (i protagonitzat) per Andrew Lloyd Webber i va comptar amb el presentador / còmic Graham Norton i un jurat format per David Ian, John Barrowman i Zoe Tyler.
Connie Fisher va ser seleccionada per votació pública com a guanyadora del programa. A principis del 2007, Fisher va patir un fort refredat que li va impedir actuar dues setmanes. Per evitar més trastorns, hi havia una Maria alternativa, Aoife Mulholland, companya del concurs How Do You Solve A Problem Like Maria?, qui va interpretar Maria els dilluns a la nit i el dimecres a les actuacions matinals. Simon Shepherd va ser nomenat originalment com a capità von Trapp, però després de dues actuacions prèvies es va retirar de la producció, i Alexander Hanson va passar al paper a temps per a la data d'obertura oficial juntament amb Lesley Garrett com a Mare Abadessa. Després que Garrett marxés, Margaret Preece va prendre el paper. El repartiment també va comptar amb Lauren Ward com a baronessa, Ian Gelder com Max, Sophie Bould com Liesl i Neil McDermott com Rolf. Entre altres substitucions notables han estat Simon Burke i Simon MacCorkindale com a capità i nouvinguda Amy Lennox com a Liesl. Summer Strallen va substituir a Fisher el febrer de 2008, amb Mulholland que interpretava a Maria els dilluns a la nit i les matinals de dimecres.
La revifalla va rebre crítiques entusiastes, especialment per a Fisher, Preece, Bould i Garrett. Es va publicar una gravació del repartiment del repartiment London Palladium. La producció es va tancar el 21 de febrer de 2009, després de més de dos anys i va ser seguida per una gira nacional del Regne Unit.

### Altres produccions
1961 Austràliala primera producció australiana es va estrenar al Princess Theatre de Melbourne el 1961 i va funcionar durant tres anys. La producció fou dirigida per Charles Hickman, amb números musicals escenificats per Ernest Parham. El repartiment va incloure June Bronhill com Maria, Peter Graves com capità von Trapp, Rosina Raisbeck com la Mare Abadessa, Lola Brooks com Elsa Schrader, Eric Reiman com Max Detweiler, Julie Day com Liesl i Tony Jenkins com Rolf. Una companyia de gira va actuar llavors durant anys, amb Vanessa Lee (esposa de Graves) en el paper de Maria. La gravació del repartiment realitzada el 1961 va ser la primera vegada que una gran producció a l'estranger amb artistes australians va ser transferida al disc.
1966 San JuanUna producció porto-riquenya, interpretada en anglès, es va obrir al Teatre Tapia de Sant Joan sota la direcció de Pablo Cabrera el 1966. Va protagonitzar Camille Carrión com María i Raúl Dávila com a capità Von Trapp, i va comptar amb una jove Johanna Rosaly com a Liesl. El 1968, la producció es va traslladar al Teatro de la Zarzuela de Madrid, on es va representar en castellà amb Carrión representant el paper de María, Alfredo Mayo com a capità Von Trapp i Roberto Rey com a Max.
1988 JapóEl 1988, la Lluna Troupe de Takarazuka Revue va interpretar el musical al Bow Hall (Takarazuka, Hyōgo). Van protagonitzar-la Harukaze Hitomi i Gou Mayuka.
1990 Nova YorkUna producció de la New York City Opera, dirigida per James Hammerstein, fill d'Oscar Hammerstein III, va comptar amb Debby Boone com Maria, Laurence Guittard com a capità von Trapp, i Werner Klemperer com a Max.
1993 EstocolmA la producció d'Estocolm, Carola Häggkvist va interpretar a Maria i Tommy Körberg va interpretar al capità von Trapp.
1999 Revival australiàUna revival australià es va produir al Lyric Theatre de Sydney, des de novembre de 1999 fins a febrer de 2000. Lisa McCune va interpretar a Maria, John Waters va ser el capità von Trapp, Bert Newton era Max, Eilene Hannan va ser la Mare Abadessa i entre els nens trobàvem Tim Draxl com Rolf, Chris Nolan com Friedrich, Rachel Marley com Marta i Pia Morley com Liesl. Aquesta producció es va basar en la posada en escena del revival de Broadway de 1998. La producció va durar fins al febrer de 2001, a Melbourne, Brisbane, Perth i Adelaida. Rachael Beck es va fer càrrec de Maria a Perth i Adelaida, i Rob Guest es va fer càrrec com a capità von Trapp a Perth.
2005 VienaUna producció austríaca s'estrenà el 2005 al Volksoper Wien en alemany. Va ser dirigida i coreografiada per Renaud Doucet. El repartiment va incloure Sandra Pires com Maria, Kurt Schreibmayer i Michael Kraus com von Trapp, amb Heidi Brunner com a Mare Abadessa. A partir del 2012, la producció continuava al repertori del Volksoper amb 12-20 representacions per temporada.
2007 SalzburgEl Salzburg Marionette Theatre ha girat àmpliament amb la seva versió que inclou les veus enregistrades de cantants de Broadway com Christiane Noll com Maria. La gira va començar a Dallas, Texas, el 2007. i va continuar a Salzburg el 2008. El director és Richard Hamburger. El 2010, la producció es va presentar a París, amb diàleg en francès i les cançons en anglès.
2008 BrasilEl 2008, una producció brasilera amb Kiara Sasso com Maria i Herson Capri com a capità van representar-se a Rio de Janeiro i São Paulo.
2008 CanadàAndrew Lloyd Webber, David Ian i David Mirvish van presentar The Sound of Music al Princess of Wales Theatre de Toronto del 2008 al 2010. El paper de Maria va ser escollit pel públic a través d'un programa de televisió, How Do You Solve a Problem Like Maria?, que va ser produït per Lloyd Webber i Ian i es va emetre a mitjan 2008. Elicia MacKenzie va guanyar.] i va tenir el paper sis vegades a la setmana, mentre que la subcampiona del programa de televisió, Janna Polzin, interpretava Maria dues vegades per setmana. El capità von Trapp va ser interpretat per Burke Moses. L'espectacle es va desenvolupar per més de 500 representacions. Va ser el revival de més llarga durada a Toronto mai.
2009 Regne UnitUna gira pel Regne Unit va començar el 26 de juliol de 2009 al Wales Millennium Centre de Cardiff. va visitar més de dues dotzenes ciutats (Bradford, Southampton, Milton Keynes, Sunderland, Manchester, Edinburgh, Aberdeen, Belfast, Llandudno, Eastbourne, and Woking, Birmingham, Plymouth, Bournemouth, Liverpool, Bristol, Oxford, Hull, Stoke-On-Trent, Derry, Dublín, Glasgow, Leeds, Nottingham, de nou a Cardiff i Newcastle) abans de finalitzar el 22 d'octubre de 2011 al New Wimbledon Theatre, Wimbledon. El repartiment original incloïa Connie Fisher com Maria, Michael Praed com capità von Trapp, Margaret Preece com la Mare Abadessa, Martin Callaghan com Max, Jacinta Mulcahy com la Baronessa Schrader, Jeremy Taylor com Rolf iClaire Fishenden com Liesl. Kirsty Malpass va ser la Maria suplent. Jason Donovan va assumir el paper de capità Von Trapp, i Verity Rushworth es va fer càrrec de Maria, a principis de 2011. Lesley Garrett va tornar a reprendre el seu paper de mare abadessa per al compromís final de la gira a Wimbledon l'octubre de 2011.
2013 BarcelonaEl 27 de setembre del 2013 s'estrenà en castellà al teatre Tívoli de Barcelona amb el mateix títol que la pel·lícula, "Sonrisas y lágrimas". Estava protagonitzat per Silvia Luchetti ("María"), Joan Crosas ("Capità Von Trapp"), Noemi Mazoy ("Mare Abadessa"), Loreto Valverde ("Baronessa"), Ángel Padilla ("Max"), Yolanda García ("Liesl") i Paris Martín ("Rolf"); sota la direcció de Jaime Azpilicueta i la direcció musical de Julio Awad

## Adaptació de televisió
Una producció televisiva en directe del musical es va emetre dues vegades el desembre de 2013 per la NBC. Va ser dirigida per Beth McCarthy-Miller i Rob Ashford. La va protagonitzar Carrie Underwood com a Maria, amb Stephen Moyer com a capità von Trapp, Christian Borle com Max, Laura Benanti com Elsa i Audra McDonald com la Mare Abadessa. [62] La producció es va publicar en DVD el mateix mes.
Durant la pandèmia per coronavirus de 2019-2020, va ser emesa en obert un cap de setmana per You Tube.

## Rebuda
La majoria de crítiques de la producció original de Broadway van ser favorables. Richard Watts, Jr. del New York Post, va declarar que el show tenia un "encant estranyament gentil que resulta meravellosament atractiu. The Sound of Music no busca res en la manera de produir efectes contundents, substituint en canvi una mena de senzillesa gràcia i sense pretensions". The New York World-Telegram and Sun va afirmar que The Sound of Music "és el musical més encantador que es pugui imaginar. Col·loca Rodgers i Hammerstein com a melodista i lletrista. El diàleg Lindsay-Crouse és vibrant i divertit en una trama que s'eleva. a una autèntica il·lusió. " La ressenya del New York Journal American La ressenya va opinar que The Sound of Music és "el producte més madur de l'equip ... em va semblar la maduració completa d'aquests dos talents extraordinaris".
Brooks Atkinson del The New York Times en va fer una valoració mixta. Va elogiar la interpretació de Mary Martin, dient que "continua tenint el mateix toc comú ... les mateixes característiques afilades, la bona voluntat i la personalitat brillant que fan que la música soni íntima i familiar" i va afirmar que "el millor de Sound of Music són Rodgers i Hammerstein en bona forma ". Tot i això, va dir, el llibret "té la mirada enganyosa del teatre musical substituïda per Oklahoma! el 1943. És decebedor veure l'etapa musical nord-americana sucumbint als tòpics de l'opereta". La crítica de Walter Kerr al New York Herald Tribune no era desfavorable: "es troba a la meitat de les seves prometedores tasques, que es converteix no només en el dolç per a les paraules, sinó gairebé massa dolç per a la música ", afirmant que el" sofriment (s) de la nit dels nens petits.

## Gravacions de repartiment
Columbia Masterworks va gravar l'àlbum del repartiment original de Broadway una setmana després de l'estrena del 1959. L'àlbum va ser el primer paquet de luxe del segell, en una jaqueta portada, amb un preu d'un dòlar superior als àlbums de repartiment anteriors. Va ser el número 1 de la llista dels àlbums més venuts de Billboard durant 16 setmanes el 1960. Va ser llançat a CD de Sony a la sèrie de Columbia Broadway Masterworks. El 1959, la cantant Patti Page registrar la cançó principal de la sèrie de Mercury Records el dia en què el musical es va estrenar a Broadway. Com que es va gravar una setmana abans de l'àlbum de repartiment original de Broadway, pàg. va ser el primer artista que va gravar qualsevol cançó del musical. Va presentar la cançó al seu programa de televisió, The Patti Page Olds Show, que ajuda a popularitzar el musical.
La producció de Londres de 1961 va ser gravada per EMI i llançada al segell HMV i posteriorment reeditada en CD el 1997 al segell de Broadway Angel.
La banda sonora de la pel·lícula de 1965 va ser llançada per RCA Victor i és un dels àlbums de bandes sonores amb més èxit de la història, havent venut més de 10 milions de còpies a tot el món. Les edicions recents de CD incorporen material musical de la pel·lícula que no cabia al LP original. El segell també ha emès la banda sonora en edicions alemanya, italiana, espanyola i francesa.
RCA Victor també va publicar un àlbum del revival de Broadway de 1998 produït per Hallmark Entertainment i que comptava amb el repartiment complet de revival, inclosos Rebecca Luker, Michael Siberry, Jan Maxwell i Fred Applegate.
El segell Telarc va fer un repartiment d'estudi de gravació de The Sound of Music, amb la Cincinnati Pops Orchestra dirigida per Erich Kunzel (1987). Els papers principals van ser a les estrelles d'òpera: Frederica von Stade com Maria, Håkan Hagegård com capità von Trapp, i Eileen Farrell com la Mare Abadessa. L'enregistrament "inclou tant les dues noves cançons escrites per a la versió de la pel·lícula i les tres cançons de Broadway als quals substitueixen, així com un vers no registrades anteriorment de "An Ordinary Couple"".
El revival de Londres del 2006 es va registrar i es va publicar al 2001Etiqueta Decca Broadway label.
Hi ha hagut nombrosos àlbums de repartiment d'estudi i àlbums de repartiment estrangers, encara que molts només han rebut distribució regional. Segons la base de dades de l'àlbum del repartiment, hi ha 62 enregistraments de la partitura que s'han emès al llarg dels anys.
La banda sonora de la producció televisiva del NBC del 2013 protagonitzada per Carrie Underwood i Stephen Moyer es va llançar en CD i descàrrega digital el desembre de 2013 amb el segell Sony Masterworks. A l'àlbum també destaquen Audra McDonald, Laura Benanti i Christian Borle.

## Premis i nominacions

### Producció original de Broadway
| Any  | Premi         | Categoria                               | nominat                        | Resultat   |
| ---- | ------------- | --------------------------------------- | ------------------------------ | ---------- |
| 1960 | Premi Tony    | Millor Musical                          | Millor Musical                 | GUANYADOR  |
| 1960 | Premi Tony    | Millor Actriu Protagonista de Musical   | Mary Martin                    | GUANYADORA |
| 1960 | Premi Tony    | Millor Actor de Repartiment de Musical  | Theodore Bikel                 | nominat    |
| 1960 | Premi Tony    | Millor Actor de Repartiment de Musical  | Kurt Kasznar                   | nominat    |
| 1960 | Premi Tony    | Millor Actriu de Repartiment de Musical | Lauri Peters                   | nominada   |
| 1960 | Premi Tony    | Millor Actriu de Repartiment de Musical | Patricia Neway                 | GUANYADORA |
| 1960 | Premi Tony    | Millor Direcció de Musical              | Vincent J. Donehue             | nominat    |
| 1960 | Premi Tony    | Millor director musical                 | Frederick Dvonch               | GUANYADOR  |
| 1960 | Premi Tony    | Millor escenografia                     | Oliver Smith                   | GUANYADOR  |
| 1961 | Premis Grammy | Millor àlbum de teatre musical          | Millor àlbum de teatre musical | Guanyador  |

### Revival de Londres 1981
| Any  | Premi                  | Categoria                | nominat      | Resultat |
| ---- | ---------------------- | ------------------------ | ------------ | -------- |
| 1981 | Premi Laurence Olivier | Millor Actriu de Musical | Petula Clark | nominada |

### Revival de Broadway
| Any  | Premi      | Categoria                 | nominat                   | Resultat |
| ---- | ---------- | ------------------------- | ------------------------- | -------- |
| 1998 | Premi Tony | Millor Revival de Musical | Millor Revival de Musical | nominat  |

### Revival de Londres 2007
| Any  | Premi                  | Categoria              | nominat                | Resultat |
| ---- | ---------------------- | ---------------------- | ---------------------- | -------- |
| 2007 | Premi Laurence Olivier | Millor Revival Musical | Millor Revival Musical | nominat  |